# Коку (Румунія)
Коку (рум. Cocu) — село у повіті Арджеш в Румунії. Входить до складу комуни Коку.
Село розташоване на відстані 122 км на північний захід від Бухареста, 16 км на захід від Пітешть, 88 км на північний схід від Крайови, 116 км на південний захід від Брашова.

## Населення
За даними перепису населення 2002 року у селі проживали 133 особи, усі — румуни. Усі жителі села рідною мовою назвали румунську.